# Повалення Римської монархії
Повалення Римської монархії, політична революція у Стародавньому Римі, яка відбулась приблизно 509 року до н. е., її наслідками було вигнання останнього римського короля Тарквінія ІІ,  і заснування Римської республіки. 
Згідно даних історика Тита Лівія та загальноприйнятій Римській історії часів пізньої Римської республіки, король Луцій Тарквіній Супербус (також – Таквіній Гордий), брав участь у воєнній кампанії, коли його син Секст Тарквіній  зґвалтував шляхетну жінку Лукрецію , після чого вона розповіла про злочин представникам багатьох шляхетних римських родин і вчинила публічне самогоубство. За однією з версій це сталось на очах головного магістрата.
Римська шляхта на чолі з Луцієм Юніоном Брутом заручилася підтримкою патриціїв та плебеїв задля вигнання короля та його родини з території підконтрольній Риму. Військо підтримало заколотників і всі спроби Тарквінія ІІ повернути собі владу над Римом зазнали поразки. Монархічний устрій було замінено на республіканський, відтоді громадяни щороку обирали двох консулів для правління республікою. Остання спроба останнього монарха повернути собі владу над Римом закінчилась поразкою 496 року до н.е.

## Передмови

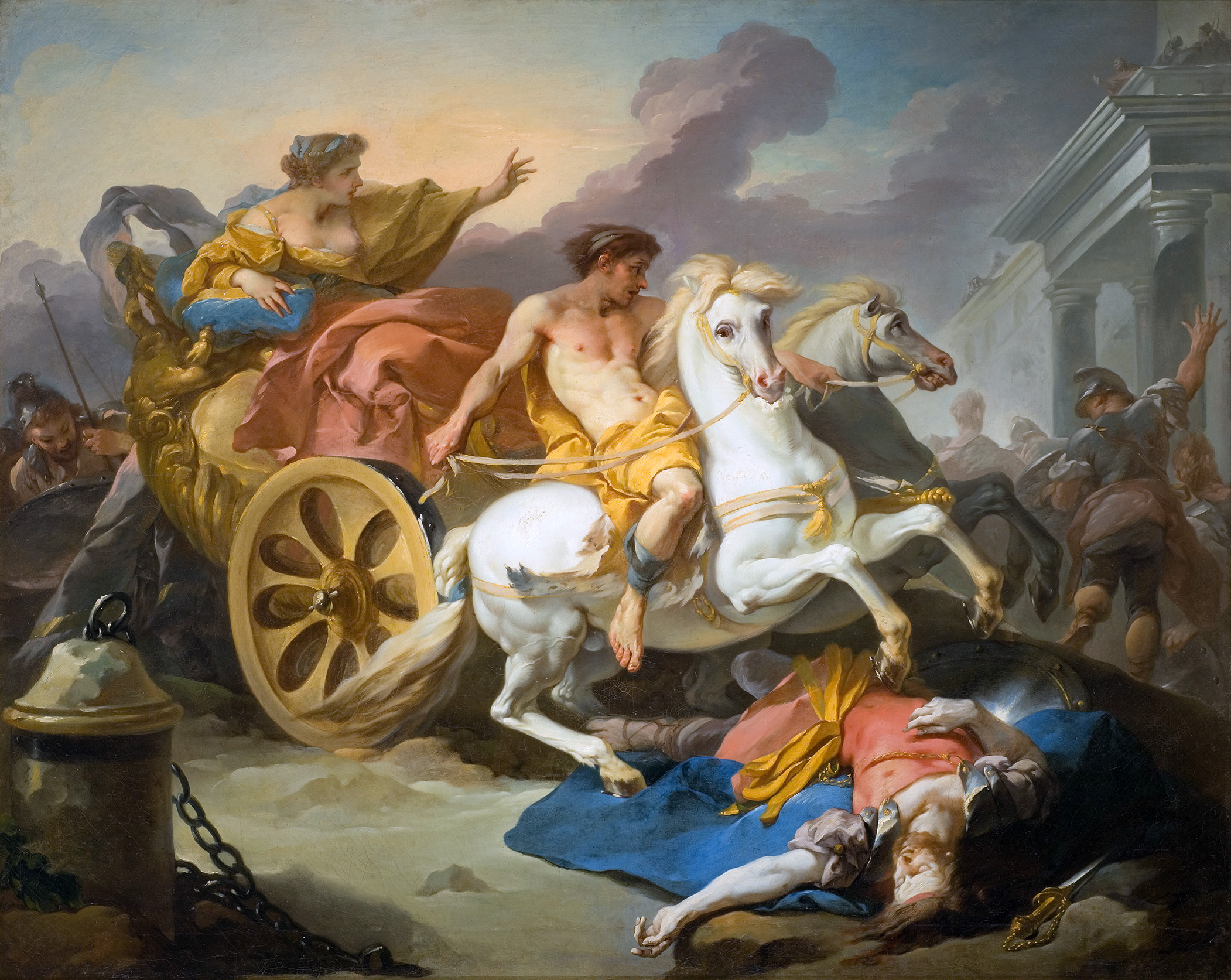
Туллія на колісниці наказує давити тіло мертвого Сервіуса. «Туллія». Мішель Франсуа Андре-Бардон, 1735.

Сьомий і останній Римський монарх, Тарквіній ІІ, здобув престол завдяки державному заколоту. Попереднього монарха, Сервія Туллія, який користувався підтримкою нижчих класів населення, було вбито внаслідок змови між сином колишнього монарха – Тарквінієм ІІ і його дружиною Туллією – дочкою чинного монарха Сервія Туллія. Короля заманили у захоплену озброєними найманцями будівлю Сенату, де Тарквіній ІІ вже оголосив себе королем. За іншою версією у сенаті панувало критичне ставлення до чинного монарха і Тарквінія було проголошено королем сенаторами. На той час сенат міг скликати лише монарх, таким чином обидві версії свідчать про нелегітимність коронації Тарквінія ІІ. Більш того, влада сенату мала дорадчий характер.

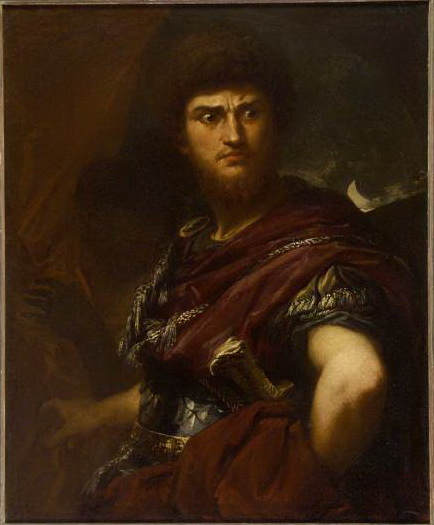
«Тарквіній Гордий». Лівіо Мехус, 1560-1569

Тарквіній власноручно підняв літнього Сервіуса і жбурнув його на вхідні сходи, після чого королівська охорона втекла і найманці вбили літнього шостого Римського монарха який ще намагався повзти геть. Історик Тит Лівій додає, що після вбивства, тілом Сервіуса проїхалась колісницею дочка Туллія. Вулиця де це відбулось ще століттями носила назву Вулиці злочину (лат. Vicus sceleratus) в згадку про цю подію.
Через небажання ділитись повноваженнями Тарквіній увійшов в історію як Луцій Тарквіній Гордий. Він зосередив всю повному влади у своїх руках і у меншій мірі його синів. Його каденції були притаманні репресії, зокрема масові страти, агресивна зовнішня політика спрямована на розширення впливу і кордонів Римського королівства і жвава розбудова міста. Він намагався зміцнити домінуючу роль Риму у Латинській конфедерації.
Останньою експансіоністською кампанією Тарквінія ІІ була тривала облога Ардеї, на південних кордонах тогочасного Римського королівства. В облозі на римському боці брав участь Луцій Юніон Брут, його брата раніше вбив Таквіній ІІ, сам Луцій Юніон уник цієї долі прийнявши образ телепня який не представляє ніякої конкуренції монарху, звідти пішло його прізвисько «Брут», що перекладається як телепень, бовдур або тупак.

## Зґвалтування Лукреції

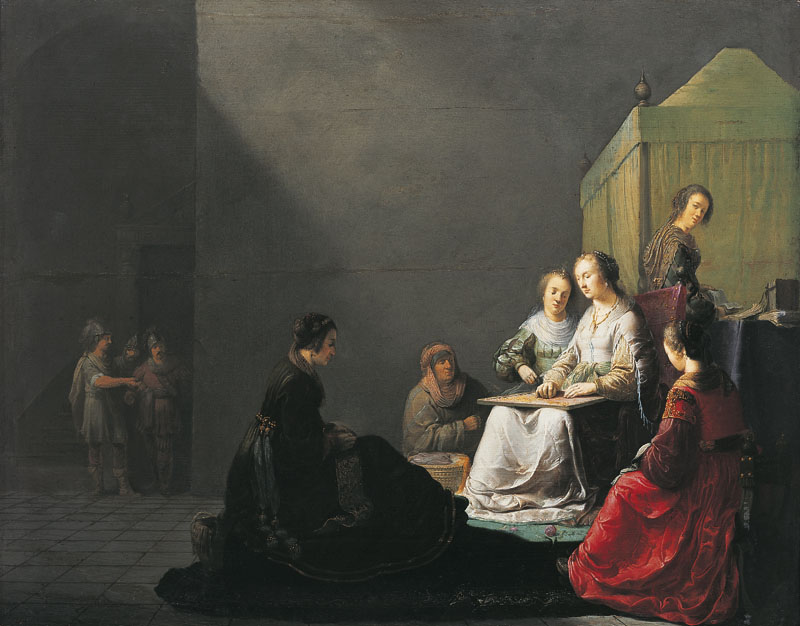
Лукреція займається прядінням зі служницями. Віл'єм де Портер, 1633

Тривала облога Ардеї призвела до послабшення військового порядку. Під час однієї з вечірок у наметі одного з царських синів  Секста Тарквінія, влаштованих на фронті біля Ардея, бійці почали обговорювати якості своїх жінок, коли член королівської родини запропонував замість порожніх балачок галопом за кілька годин дістатись Риму і оцінити всіх наживо, зокрема його дружину Лукрецію.
Нетверезі бійці за кілька годин дістались галопом міста і застали своїх дружин в компанії молодих друзів, з якими вони розважались у екстравагантній нічній  вечірці. Лукреції там не знайшлось і ватага нетверезих бійців вирушила у провінційне містечко Колацію, що було неподалік Риму.
Попри пізній час, Лукреція сиділа вдома і ретельно займалась зі своїми служницями прядінням. Всі погодились, що Лукреція найбільш доброчесна та цнотлива з усіх дружин.Через декілька днів Секст Тарквіній повернувся до Лукреції, коли вдома не було її чоловіка. Лукреція шанобливо його привітала, нагодувала і виділила йому спальну кімнату на ніч. Коли всі у садибі позасинали, Секст Тарквіній озброївся мечем і проникнув до хоромів Лукреції. Коли погрози бути вбитою неподіяли на Лукрецію, він застосував більш жорстку стратегією, погрожуючи залишити її мертве тіло у ліжку з тілом мертвого раба і розповісти всім, що випадково дізнався, що вона займається сексом з рабом, таким чином зганьбить її честь. За тогочасними законами вбивство перелюбниці дозволялось. Погроза посмертної репутації хвойди подіяла на Лукрецію і вона припинила чинити опір. Після зґвалтування Секст Тарквіній повернувся до військового табору.

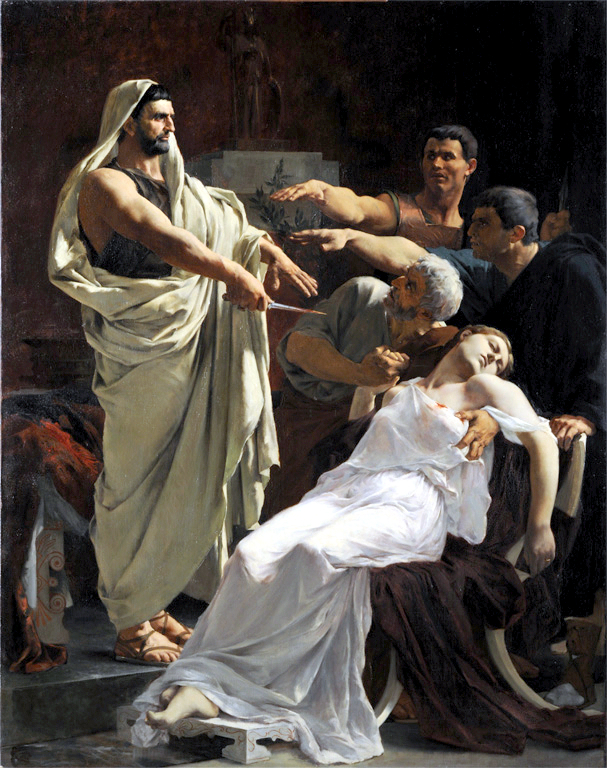
Брут дає клятву вигнати королівську родину з Рима і покінчити з монархією. «Клятва Брута після смерті Лукреції». Енрі Пінта, 1884

Лукреція надіслала листів своєму батькові і чоловікові, в яких розповідали, що сталось лихо і вони обидва мусять привезти з собою надійних друзів. В момент отримання листа її чоловіком, поруч з ним стояв Луцій Брут, який погодився взяти участь у незрозумілій для них місії. Коли всі дістались Лукреції, вона розповіла про злочин, завершуючи свою промову словами:
|  | Лише тіло моє осквернене, а серце — безвинне. Смерть стане моїм свідком. Пообіцяйте мені, що перелюбника буде покарано. Його ім'я — Секстус Тарквіній! Я вільна від провини, але мушу прийняти і свою покару. |

Після того як присутні дали свою згоду, вона встромила кинджал у своє серце. Брут кинувся до неї, дістав кинджал і заговорив рішуче і впевнено:
|  | Я переслідуватиму Тарквінія Гордого, його порочну дружину і всіх його дітей, і більше ніколи вони, або будь хто інший, не королюватиме у Римі |

## Революція

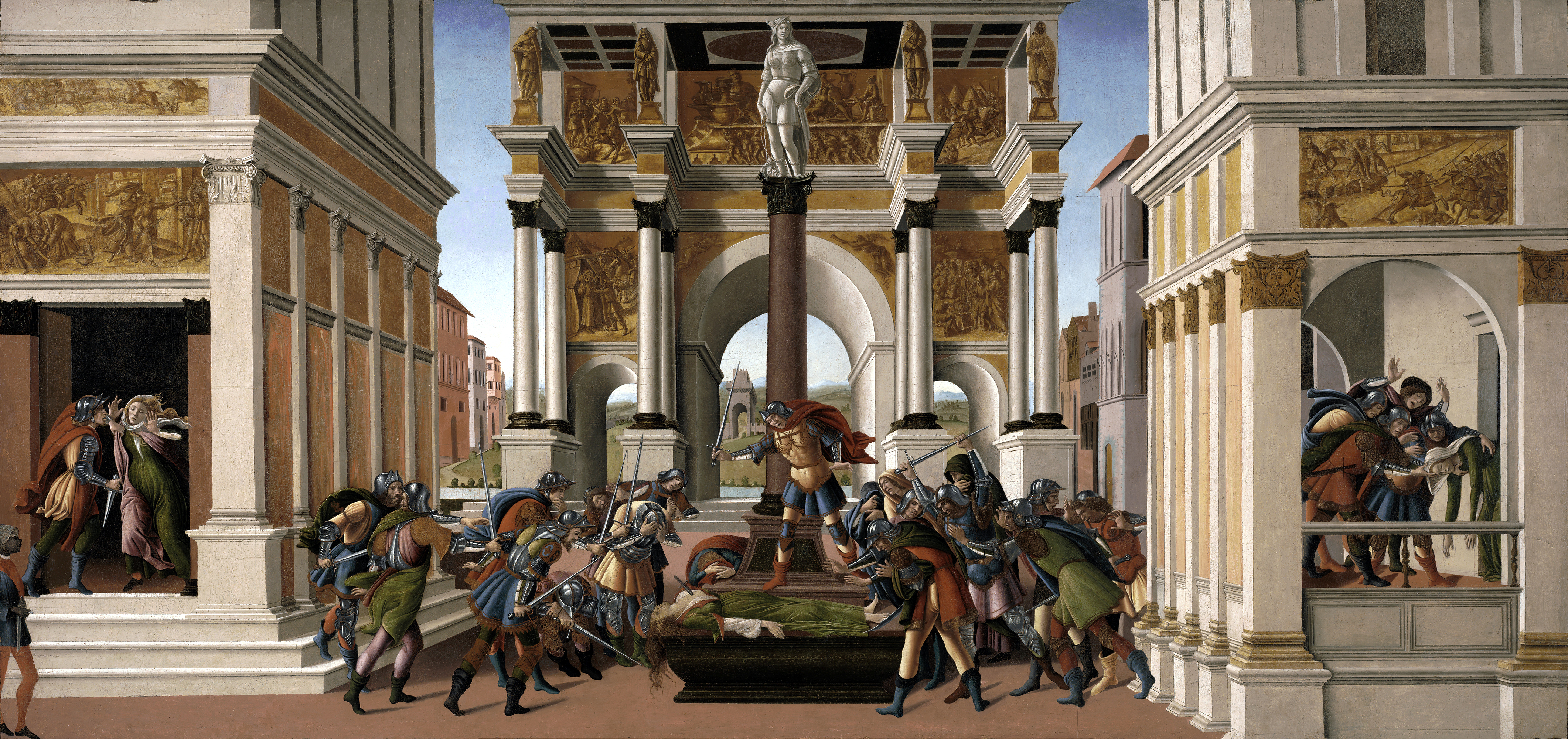
Сандро Боттічеллі,Історія Лукреції

Тіло Лукреції було винесено на міський майдан, де хутко навколо зібрався натовп. Луцій Брут звернувся до натовпу підбурюючи людей проти Тарквініїв. Брут очолив революційно налаштованний натовп і вирушив з Колаціо на Рим. У Римі Брут виступив з промовою на форумі перед Радою плебеїв у якій красномовно розповів про вбивство Лукреції, згадав тиранічний характер правління царя, вбивство Сервія Туллія та підступність його доньки. Внаслідок, Рада плебеїв проголосувала за вимогу відречення Тарквінія ІІ від королівської посади та його вигнання разом з родиною.
Вістки щодо цих подій незабаром дістались табору біля Ардеї де перебував римський цар і який негайно вирушив на Рим для відновлення порядку. Одночасно, Брут з армієї добровольців вирушив на Ардею з метою закликати військо перейти на бік повстанців.
Військовий табір біля Ардеї зустрів Брута з повстанцями з ентузіазмом та оплесками, в той час як Рим зачинив браму і не дав монарху потрапити в місто. Тарквіній втік до Етрурії з двома синами. Секст Тарквіній втік до Ґабію де його було незабаром вбито.

## Заснування республіки

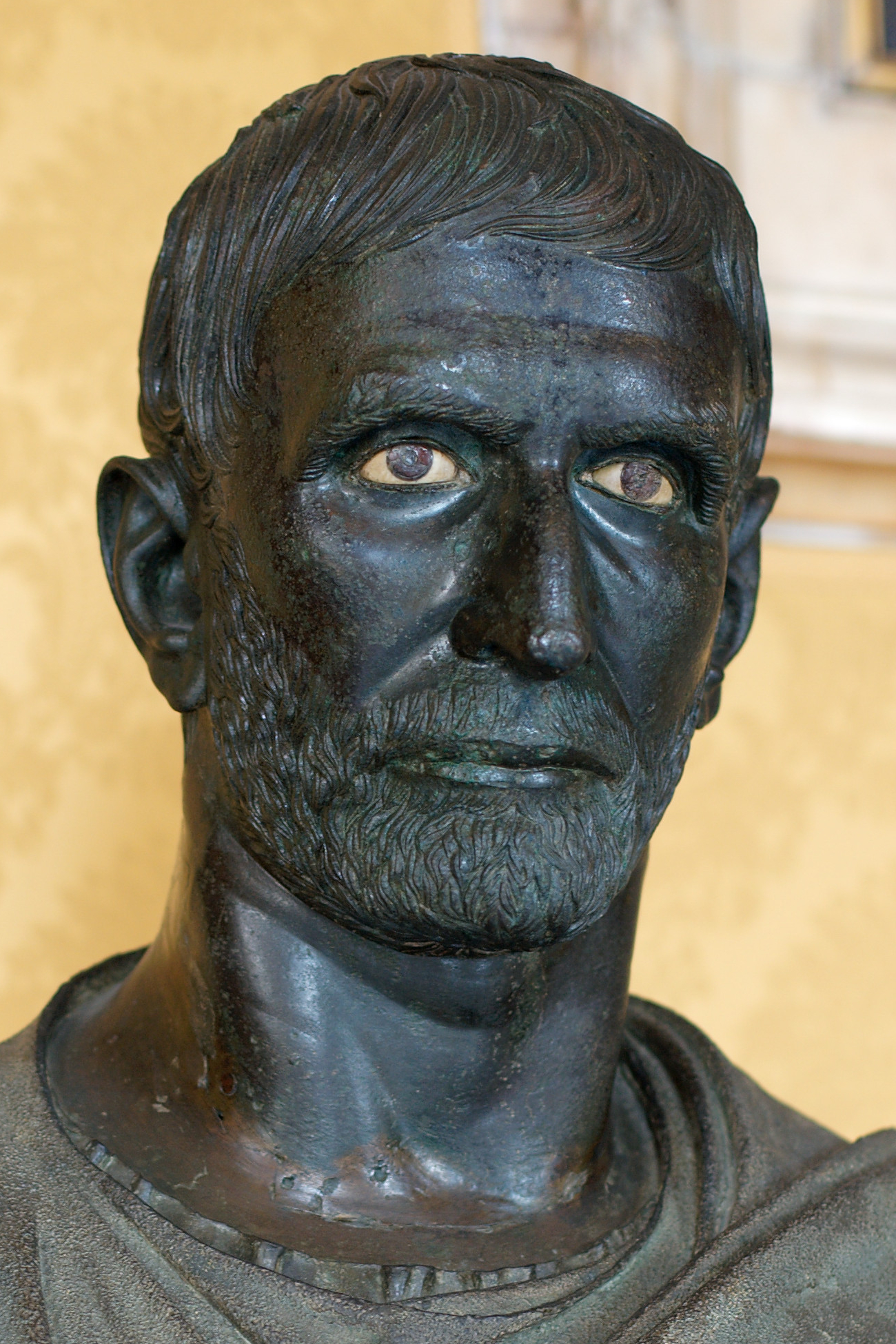
Традиційно вважається, що на цьому римському бюсті створеного приблизно 300 року до н.е., зображено – Луція Юнія Брута

Після вигнання царської родини, згідно даних античних істориків Лівія, Аппіана та Плутарха, Брут дав клятву народові Риму. Консенсусу щодо змісту клятви неіснує, але зберігся наступний опис клятви Титом Лівієм:
|  | Перш за все, даючи клятву, що відтоді ніхто не терпітиме одноосібного правління у Риму, це змусило нарід, який прагнув нових вільностей, більше не бути ласими на королівські благання чи хабарі |

Ця клятва увійшла в римську історію як символ прагнення свободи і супротиву одноосібного свавілля монархів. Наступними клятву дали всі члени зборів, присягаючи ніколи не допускати одноосібного керівництва у республіці, а гарантувало виборність високопосадовців. Також було створено систему оскаржень смертельний вироків через Центуріатну коміцію. Ці принципи лягли в основу неписаної Конституції Римської республіки.
Владу було поділено між двома консулами, Луцієм Брутом і чоловіком покійної Лукреції – Луцієм Коллатіном. Посада консула була колегіальною, тобто консулів було відразу двоє, обиралися вони на один рік за участю народних зборів. Кожний консул мав право вето на рішення свого колеги. Було також збільшено кількість сенаторів до 300, кожен з яких служив у цій ролі пожиттєво. Інституція Сенату несла дорадчий характер. Для виконання колишніх релігійних функцій монарха було створено нову посаду – священного монарха (лат. rex sacrorum), який засідав у Регії.
Чотири століття потому Марк Туллій Цицерон описав ранню республіканську систему наступним чином:
|  | Хоч люди і були вільними, політичні рішення рідко приймались за їх участі |

## Спроби відновити монархію
Після свого вигнання, Тарквіній Гордий здійснив декілька спроб повернути собі владу над римським троном. Спочатку, він надіслав послів до Сенату, з проханням повернути особисті речі царської родини, які було експропрійовано під час революції. Таємно, під час сенаторських перемовин, посли займались агітацією серед провідних родин Риму, задля залучення їх підтримки у так званому Тарквінському заколоті, метою якого було відновлення монархічного режиму врядування. У заколоті взяли участь по двоє шурина і сина Луція Юнія Брута. Заколот було виявлено і заколотників страчено, хоч Брут і  мав можливість просто вигнати синів з межі республіки.

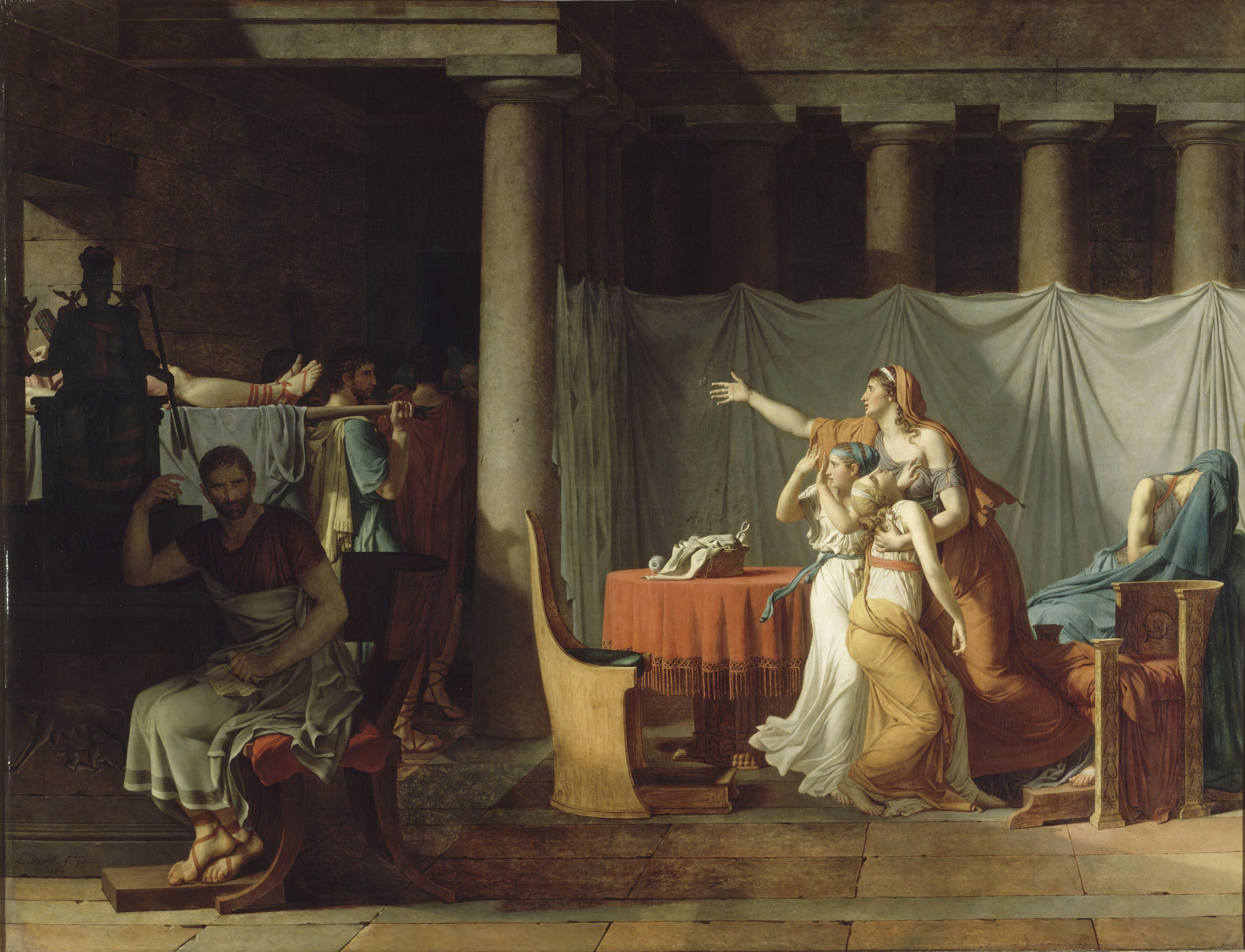
«Лектори приносять Бруту тіла його синів», 1789. Жак-Луї Давід.

Хоч на початку Сенат і погодився повернути королівські речі родини, але після виявлення заколоту було прийнято рішення віддати ці речі на всенародне плюндрування.
Наступним разом Тарквіній Гордий намагався повернути собі трон силовим шляхом. Спочатку він заручився підтримкою сусідніх етрустських міст Вейї та Таркуїнія, нагадуючи першому всі військові поразки які вони понесли у протистоянні з Римом у минулому і використовуючи для агітації другого свій родинний зв'язок.
Розпочалась війна коаліції проти Риму, кульмінацією якої була Битва під Сільва Арсією, що сталась 28 лютого, 509 року до нашої ери. Силами монархістів командували Тарквіній Гордий та його син Аррунт Тарквіній. З республіканської сторони вершниками (лат. equites) командував – Луцій Брут, піхотою – Публій Публікола. У запеклому бою вершників загинули республіканський лідер Брут і син монарха, Аррунт. Битва закінчилась тим, що республіканці відступили до Риму, монархісти також згодом втекли з поля битви. В підсумку було збережено статус-кво і відповідно республіканський устрій Риму. Публій Публікола влаштоував переможний урочистий вступ армії у столицю – тріумф. Тіло Брута було поховано з найвищими державними урочистостями.
Бажання повернути собі владу до залишало Тарквінія Гордого і незабаром він заручився підтримки Порсена, володаря Клузіума, для чергової війни проти Риму. Війна закінчилась облогою Риму і підписання мирного договору, згідно якого Рим залишався під республіканською владою.
496 року до н.е. Тарквіній Гордий разом з сином Титом взяли участь на боці Латинського союзу у війні проти Риму. Війна увійшла в історію під назвою Першої Латинської війни і тривала три роки. По її закінченні Римська республіка перемогла і було підписано Кассійський договір згідно якому утворювався вигідний Риму союз між сторонами конфлікту – сам договір було підписано через три роки. Історики вважають цей момент початком домінування Риму. Тарквіній Гордий кинувся до втечі і до кінця свого життя переховувався під заступництвом тирана міста Куми, де помер 495 року до нашої ери.

## У мистецтві та популярній культурі
Відлуння подій повалення Римської монархії знайшли свій відбиток у багатьох творах мистецтва починаючи ще з античних часів.
- Рембрандт написав дві картини показуючи момент самогубства Лукреції, 1664 та 1666 років.

- 1964 року знято італійський художній фільми за назвою Герой Риму (італ. Il Colosso di Roma) де показані події вигнання останнього монарху з Риму